# ماريو داغسيناني
ماريو داغسيناني (23 ديسمبر 1998 بدراس في ألبانيا - ) هو لاعب كرة قدم ألباني في مركز حراسة المرمى. شارك مع منتخب ألبانيا تحت 19 سنة لكرة القدم. أما مع النوادي، فقد لعب مع بارتيزاني تيرانا وKF Besa Kavajë ‏.

## وصلات خارجية
- ماريو داغسيناني على موقع الاتحاد الأوربي (الإنجليزية)
- ماريو داغسيناني على موقع قاعدة بيانات كرة القدم.إي يو (الإنجليزية)
- ماريو داغسيناني على موقع قاعدة بيانات كرة القدم.إي يو (الإنجليزية)
- ماريو داغسيناني على موقع ناشيونال فوتبول تيمز (الإنجليزية)
- ماريو داغسيناني على موقع Soccerway.com (الإنجليزية)
- ماريو داغسيناني على موقع عالم كرة القدم.نت (الإنجليزية)